# Germain
För andra betydelser, se Germain (olika betydelser).

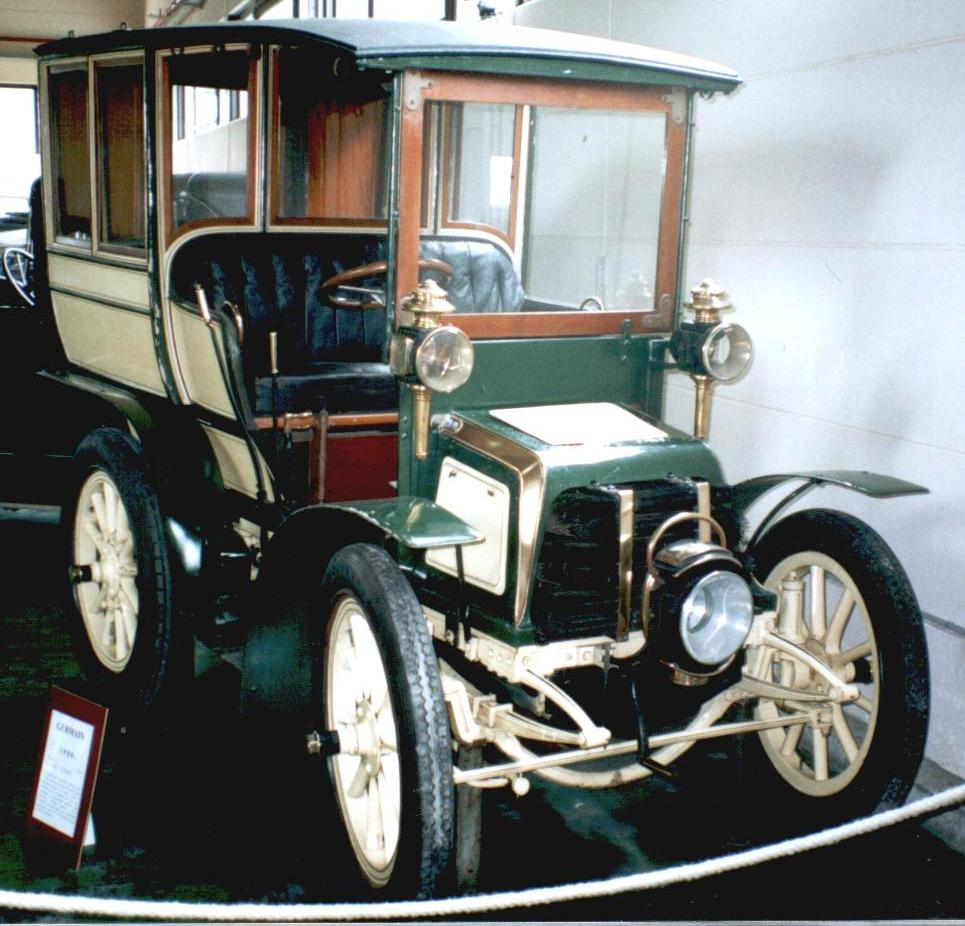
Germain 1900

Germain (B) 1897-1914 var en belgisk biltillverkare. Började med att licensbygga tyska Phoenix-Daimler.